# Государство Тевтонского ордена
Государство Тевтонского ордена (нем. Deutschordensland, нем. Ordensstaat) сформировалось в результате завоеваний тевтонскими рыцарями земель пруссов во время Северных крестовых походов в 1224 году. В 1237 году Ливонское братство воинов Христа стало Ливонским ландмейстерством Тевтонского ордена, и контролировавшаяся им территория также вошла в состав Орденского государства. В 1346 году датский король за 19’000 кёльнских марок продал Ордену территорию датского герцогства Эстляндия; формальная смена суверенитета состоялась 1 ноября 1346 года.
После поражения в Грюнвальдской битве в 1410 году начался упадок Тевтонского ордена. Ливонские земли отделились, образовав Ливонскую конфедерацию. После Тринадцатилетней войны в 1466 году западная часть Орденского государства выделилась в т. н. «Королевскую Пруссию», войдя в состав Польского королевства. Оставшаяся часть во время Реформации была секуляризована, и в 1525 году стала светским герцогством Пруссия, находящимся в вассальной зависимости от польского короля.

## Образование государства
До появления тевтонских рыцарей земли пруссов выдержали много попыток завоевания. В 997 году польский князь Болеслав I Храбрый отправил к пруссам Адальберта Пражского проповедовать христианство. В 1147 году Болеслав IV Кудрявый атаковал пруссов с помощью русских войск, но не смог завоевать их. Попытки завоевания пруссов усилились, когда к власти пришёл Конрад I Мазовецкий.
Пруссы успешно отбили большинство атак, и попытались нанести Конраду ответный удар, однако тот постепенно захватывал земли пруссов и ятвягов (современное Подляшье). Пруссы попытались вытеснить польско-мазовецкие силы из Судавии и Хелмнщины, что привело к разрушению и обезлюдиванию этих территорий.
В 1208 году Конрад Мазовецкий попытался призвать к крестовому походу против пруссов, но эта попытка не привела к успеху. По совету Кристиана, первого прусского епископа, Конрад создал Добринский орден для борьбы с пруссами, но из этой идеи ничего хорошего не вышло. Тогда, по совету Папы, Конрад вновь призвал к крестовому походу, и позвал на помощь Тевтонский орден. Начались прусские крестовые походы, продолжавшиеся шестьдесят лет.
В 1211 году венгерский король Андраш II даровал Тевтонскому ордену Бурценланд на южной границе Трансильвании, однако в 1225 году он изгнал оттуда рыцарей, и тем пришлось перебазироваться к Балтийскому морю. Перед этим, в 1224 году, император Фридрих II объявил в Катании, что Ливония, Пруссия (с Самбией) и прилегающие территории имеют статус Reichsfreie, то есть подчиняются напрямую Римско-Католической церкви и Священной Римской империи, а не местным правителям. В конце 1224 года папа Гонорий III назначил Гильома Моденского своим легатом в Ливонии, Пруссии и прочих землях.
В результате изданного в Римини императорского эдикта и провозглашённой в Риети папской буллы Пруссия стала владением Тевтонского ордена.

## XIII век
В 1234 году Тевтонский орден поглотил остатки Добринского ордена, а в 1237 году — Орден меченосцев. Поглощение Ордена меченосцев принесло Тевтонскому ордену земли Прибалтики.
В 1243 году папский легат Гильом Моденский разделил Пруссию на четыре диоцеза: Кульмерланд, Помезания, Вармия и Самбия. Эти диоцезы подчинялись Рижскому архиепископству.

## XIV век
В начале XIV века Померания стала яблоком раздора между маркграфами Бранденбурга и князьями Польши. 8 августа 1305 года Бранденбург подписал договор с королём Венгрии и Богемии Вацлавом III, пообещав ему Маркграфство Мейсен в обмен на Померелию. В ответ польский князь Владислав Локетек обратился за помощью к Тевтонскому ордену. В ноябре 1308 года Данциг был взят тевтонскими рыцарями, которые устроили кровавую резню его населению. В сентябре 1309 года маркграф Вальдемар по Сольдинскому миру продал за 10 000 марок свои права на Данциг Тевтонскому ордену.
Претензии Тевтонского ордена на Данциг были оспорены польскими королями Владиславом I и Казимиром III. Это привело к серии кровавых конфликтов и юридическим разбирательствам в папском суде в 1320 и 1333 годах. Наконец, в 1343 году, по Калишскому миру Тевтонский орден признал, что Померелия является феодом Польши, и потому польские короли имеют право на титул «Герцог Померании».

## XV век
В 1404 году Тевтонский орден купил у Бранденбурга Ноймарк.

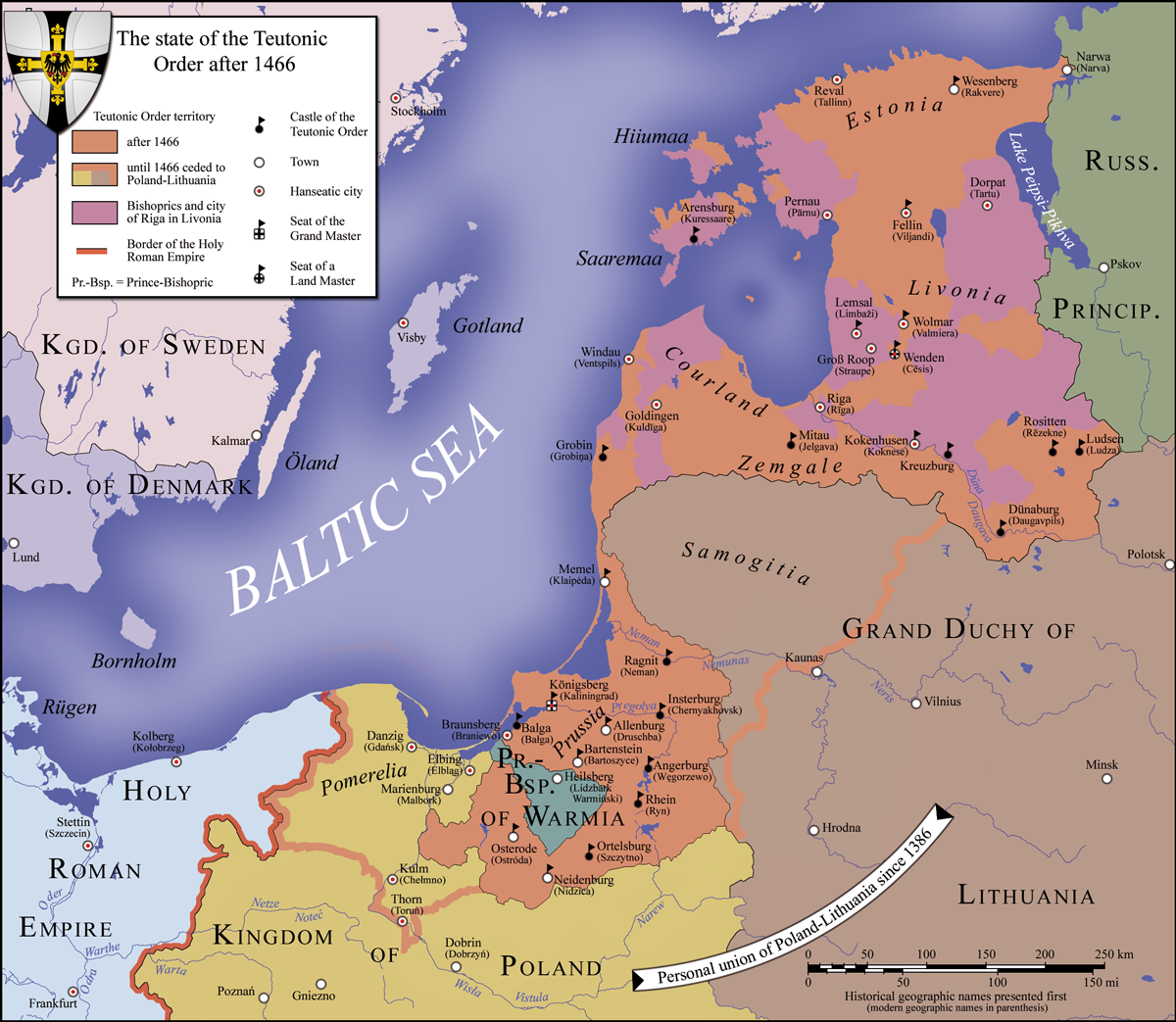
Тевтонский орден в 1466 году

В 1410 году военные силы Тевтонского ордена были разгромлены в Грюнвальдской битве. Генрих фон Плауэн сумел спасти столицу Орденского государства во время осады Мариенбурга польско-литовскими войсками, и, став Великим магистром, в 1411 году подписал с польским королём Владиславом II Первый Торуньский мир.
В результате огромных потерь во время Великой войны, в Орденском государстве сильно увеличились налоги, что постепенно сделало жизнь населения невыносимой. В марте 1440 года представители мелкопоместного дворянства и ганзейских городов на территории Орденского государства организовали Прусскую конфедерацию, чтобы сбросить господство тевтонских рыцарей. В феврале 1454 года Прусская конфедерация обратилась к польскому королю Казимиру IV с просьбой о поддержке их революции и включению Пруссии в состав Польши. Король согласился и началась Тринадцатилетняя война. Завершивший войну Второй Торуньский мир 1466 года превратил западную часть Орденского государства в польскую провинцию Королевская Пруссия, а оставшаяся восточная часть государства стала польским вассалом.

## XVI век
В 1525 году, после польско-тевтонской войны 1519—1521 годов, польский король Сигизмунд I и его племянник, великий магистр Тевтонского ордена Альбрехт, принадлежавший к младшей ветви дома Гогенцоллернов, пришли к соглашению о том, что Альбрехт примет лютеранство и титул «герцог Пруссии». Таким образом католическое государство Тевтонского ордена превратилось в светское герцогство Пруссия, став первым в истории протестантским государством.